# Klein-Hemmingen

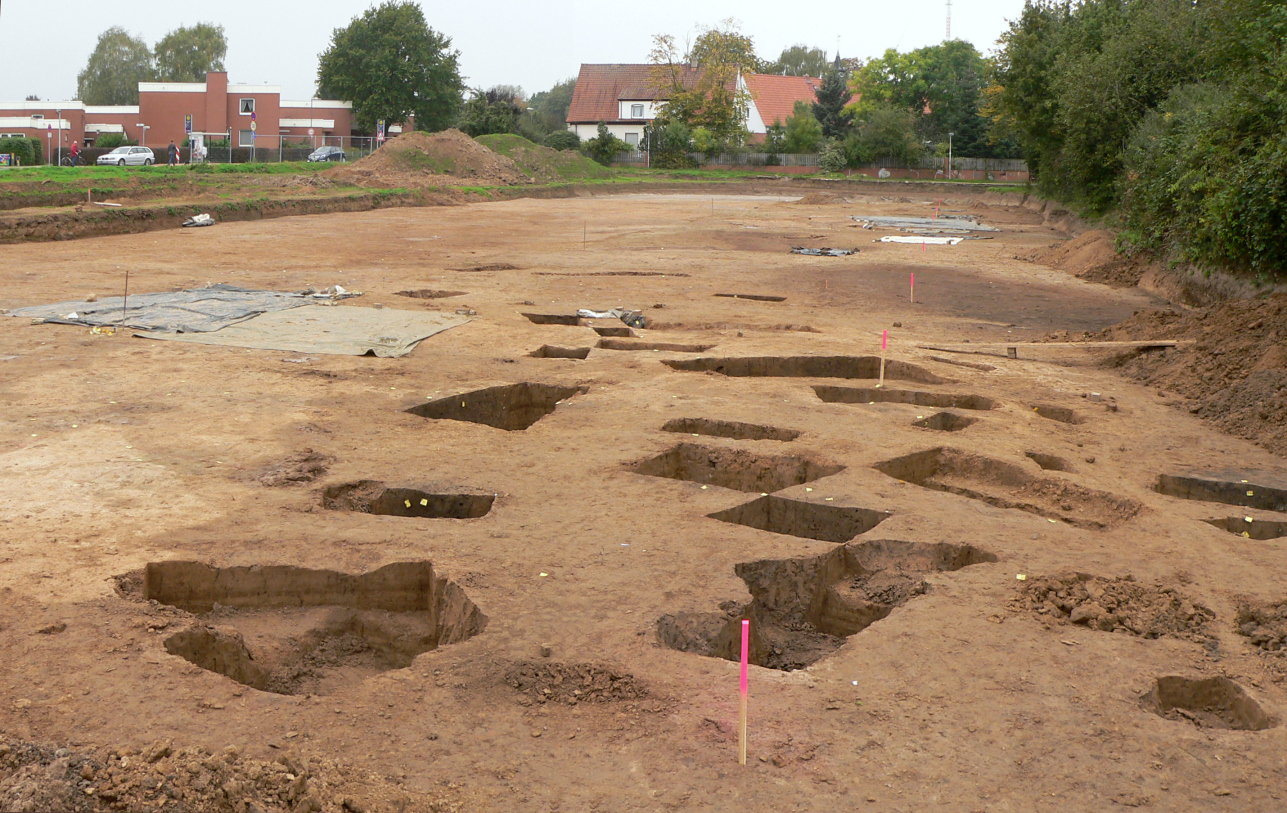
Archäologische Untersuchungsfläche mit Resten der Wüstung Klein-Hemmingen, 2014

Klein-Hemmingen ist eine wüst gefallene Siedlung aus der Zeit des Mittelalters im Ortsteil Hemmingen-Westerfeld in Hemmingen. Von der etwa bis ins 15. Jahrhundert bestehenden Ansiedlung wurde im Jahr 2014 ein kleiner Bereich bei archäologischen Untersuchungen nahe der Carl-Friedrich-Gauß-Schule freigelegt.

## Lage und Geschichte
Klein-Hemmingen lag auf hochwasserfreiem Gelände am westlichen Rand der Leineaue, die die Leine in Süd-Nord-Richtung durchfließt. Das Siedlungsareal wurde im Osten und Norden vom Seniebach umflossen. Die Größe der Siedlung und ihre Ausdehnung in Richtung Westen sind bisher nicht bekannt.
In historischen Quellen wird Klein-Hemmingen im 14. Jahrhundert als Luttiken Hemmye und minori Hemie genannt. Da keine spätere Erwähnung bekannt ist, wird heute davon ausgegangen, dass die Siedlung während des 15. Jahrhunderts von den Bewohnern aufgegeben wurde und wüst fiel. Bereits seit Ende der 1980er Jahre wird vermutet, dass sich Klein-Hemmingen im Umfeld der heutigen Carl-Friedrich-Gauß-Schule befand. Diese Annahme basierte auf mittelalterlichen Fundstücken in diesem Bereich und auf Ergebnissen der Flurnamenforschung.

## Ausgrabung
Im Jahr 2014 begannen auf einer früheren Ackerfläche nahe der Carl-Friedrich-Gauß-Schule Erdarbeiten zur Errichtung einer Wendeschleife für Busse. Dabei wurden im Boden Reste einer früheren Siedlung entdeckt, die zu archäologischen Untersuchungen auf einer Fläche von etwa 3000 m² führten. Bei stellenweise vorgenommenen Ausgrabungen fanden sich Siedlungsgruben, Pfostengruben, Grubenhäuser, Gräben und Wege. Gebäudestrukturen ließen sich, wegen der Vielzahl an teilweise sich überschneidenden Befunden zunächst nicht erkennen.

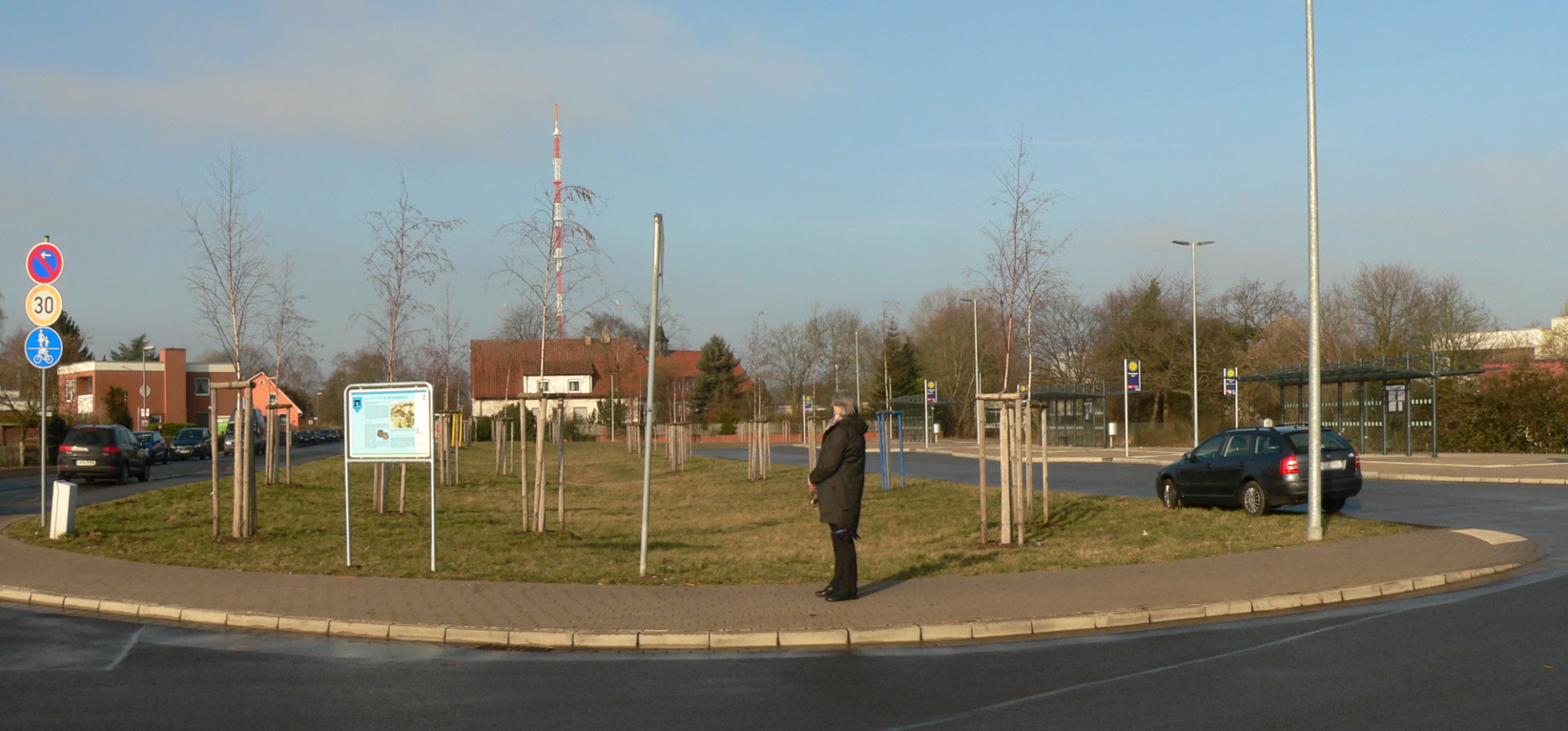
Infotafel am früheren Standort der Siedlung, rechts die Wendeschleife, im Hintergrund der Sender Hemmingen, 2017

Die Ausgrabung wurde im Herbst 2014 abgeschlossen. Anhand der gefundenen Gefäßscherben aus Ton lässt sich der Entstehungszeitpunkt der Siedlung um das Jahr 900 n. Chr. datieren. Die Vielzahl der archäologischen Befunde sowie ihre räumlichen Überschneidungen weisen auf eine lange und intensive Nutzung der Siedlung hin. Da sie in einer Schriftquelle einmalig im 14. Jahrhundert genannt wird, wird angenommen, dass Klein-Hemmingen zwischen dem 10. und 15. Jahrhundert bestanden hat.
Ende 2016 stellten die Region Hannover und die Ortsgruppe Hemmingen des Heimatbund Niedersachsen am Standort von Klein-Hemmingen eine Infotafel auf, die über die Geschichte der Siedlung informiert.